# Cyprien de Bellissen
Cyprien-Emmanuel-Marie de Bellissen de Bénac, né le 7 octobre 1840 à Toulouse et mort le 11 janvier 1925 à Foix, est un diplomate et homme politique français, issu de la famille de Bellissen.

## Biographie

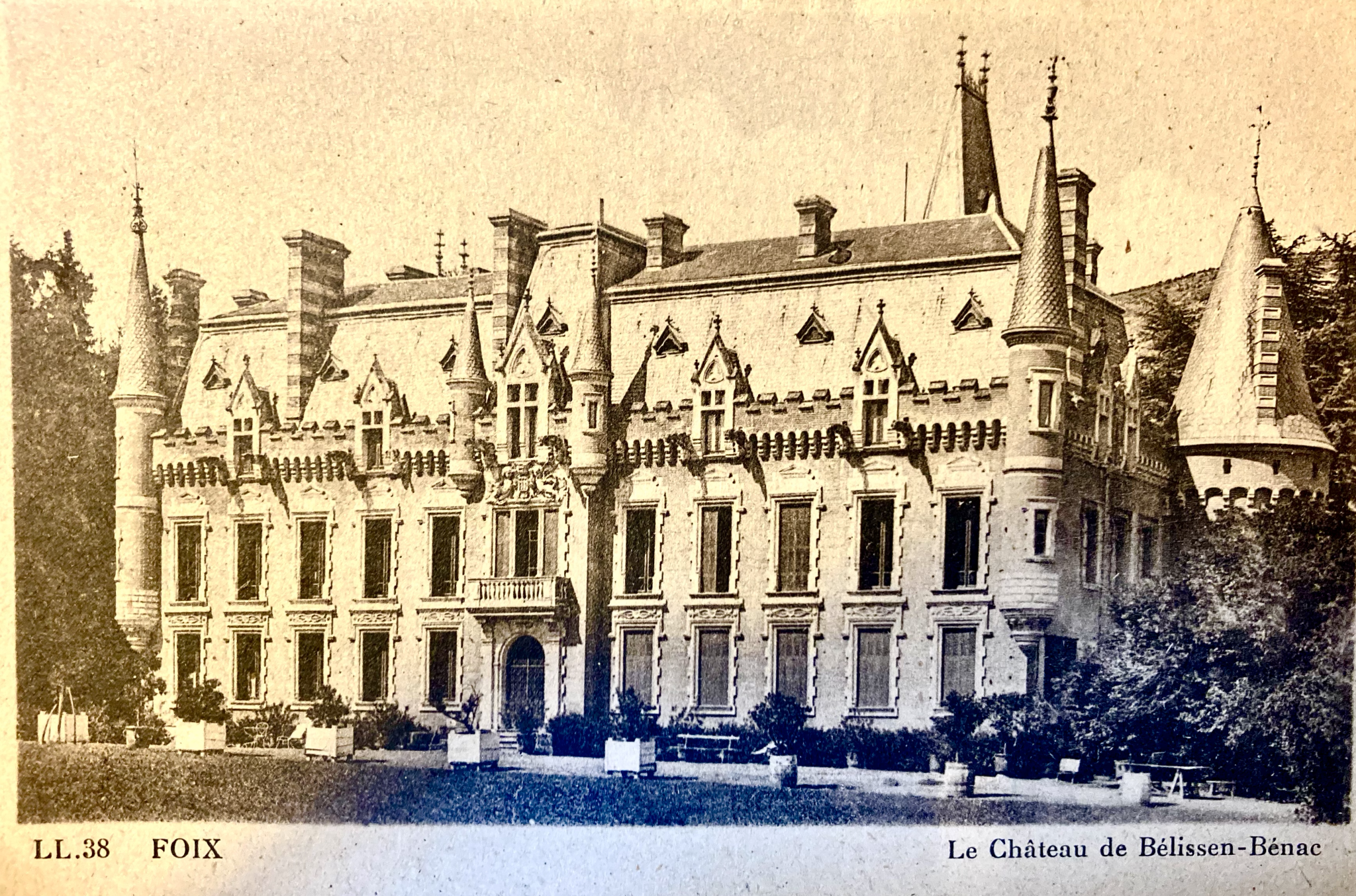
Château de Bellissen

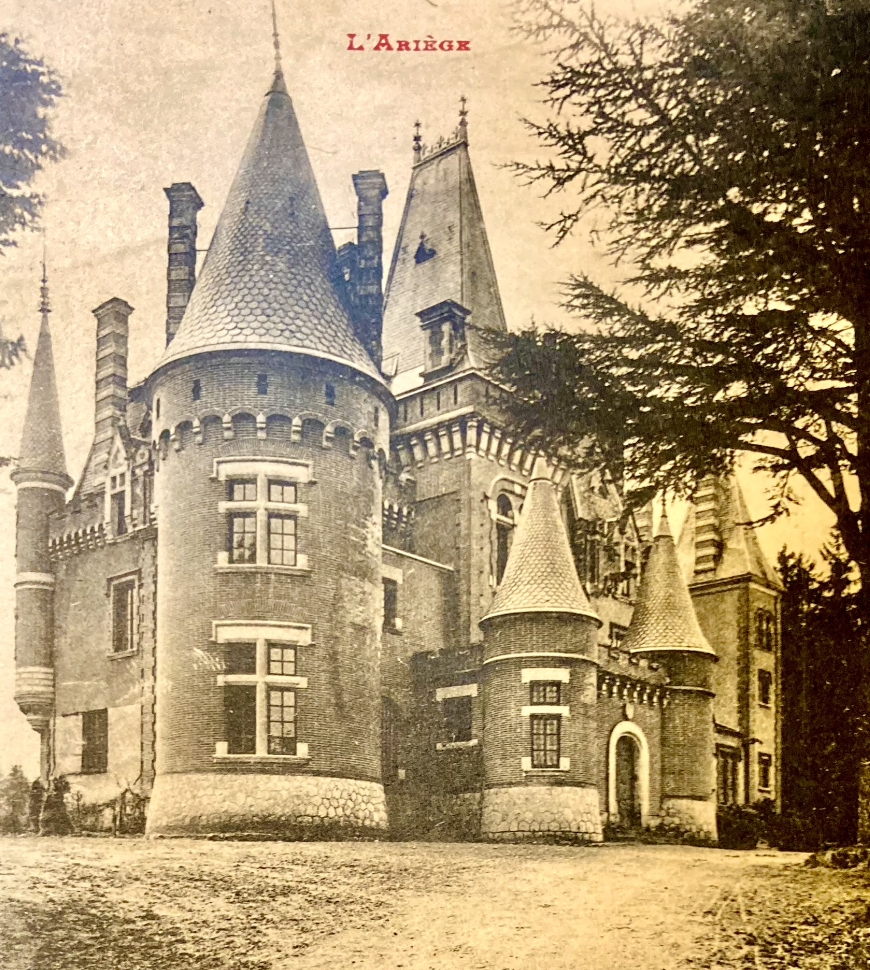
Château de Bellissen - Foix

Fils de Éloi de Bellissen-Bénac et de Amélie Candie-de-Saint-Simon, il est issu de la branche Bénac de la famille de Bellissen, une ancienne famille noble du Minervois.
Il fut capitaine des francs-tireurs de l'Ariège pendant 1870, maire de La Bastide-de-Sérou. Il fut élu le 19 décembre 1880 député de l'arrondissement de Foix (Ariège). Républicain très modéré, Bellissen siégea à gauche et vota avec la majorité opportuniste. Il quitta le Palais Bourbon aux élections générales du 21 août 1881.
Entré dans la diplomatie, il est successivement nommé Consul de France à Alicante en 1891, à Riga en 1894, à Francfort en 1898, Consul général à Barcelone en 1904, chargé de mission en 1910 et ministre plénipotentiaire en 1911.
Il se marie en 1873 avec Louise Eugénie Duport-Latouche avec qui il eut trois enfants : Pierre-Roger (l'ainé), Cyprienne-Eugenie-Marie et Raymond Roger, mort enfant. ll divorcera le 13 septembre 1906 et se remariera en 1911 avec Berthe Henry avec qui il aura Charles Henri Emmanuel de Malves.  

## Châteaux de Bellissen
Le château de Bénac est une demeure du XVIIe siècle qui fût la propriété de la famille de Bellissen-Bénac avant de devenir quelques décennies plus tard une maison d'hôtes.   
En 1876, au Cap de la ville à Foix, il fit élever un château de style néogothique pour son épouse qui deviendra leur résidence.  
De style renaissance, le château avait pour base un plan rectangulaire à trois niveaux sur soubassement à toit brisés. Il est composé de trois travées et est flanqué de deux pavillons légèrement saillants ainsi que deux travées sur les extrémités de la façade et un toit en coupe avec lucarnes. L'impériale était flanquée de tours rondes à mâchicoulis et de tours carrées à toits pointus et d'échauguettes.   
Au décès du baron en 1925, sa femme y accueille des locataires. Dans la nuit du 8 au 9 juin 1943, un violent incendie ravage sévèrement la toiture. La ville l'a ainsi acquis et le laisse de nombreuses années en état de ruines. Dans les années 1980, les restes sont détruits et il fut érigé à la place l'hôtel du département.